# Eloxochitlán, Puebla
Eloxochitlán là một đô thị thuộc bang Puebla, México. Năm 2005, dân số của đô thị này là 11347 người.